# ドワンゴ 人工知能研究所
ドワンゴ 人工知能研究所（どわんご じんこうちのうけんきゅうじょ、英: DWANGO ARTIFICIAL INTELLIGENCE LABORATORY）は、人工知能の研究を行っていた組織である。2019年3月31日閉所。

## 沿革
- 2014年10月1日 - ドワンゴ 人工知能研究所設立[2]。NTTが2億円の出資を行った[3]。
- 2015年9月17日、ドワンゴはディープラーニング専用GPUサーバーファーム「紅莉栖(くりす)」をドワンゴ 人工知能研究所に無償貸出を行うことを発表した[4]。
- 2019年3月31日閉所[5]。